# Chusaris albipunctalis
Chusaris albipunctalis là một loài bướm đêm trong họ Noctuidae.